# Eduardo Adrián
Eduardo Adrián (Mar del Plata, Argentina, 4 de febrero de 1923 – Buenos Aires, Argentina, 23 de mayo de 1990), cuyo nombre de nacimiento era Carlos Alberto Eyherabide, fue un cantor de tango, periodista, director de teatro y conferencista que trabajó, entre otras orquestas, con la de Francisco Canaro.
Nació en la ciudad balnearia de Mar del Plata y se crio en la ciudad de Avellaneda, provincia de Buenos Aires, aledaña a la ciudad de Buenos Aires. Su madre –y su principal profesora de canto- era la cantante lírica Emma Gismondi.

## Actividad profesional
Su primer antecedente significativo fue su ingreso al coro del Teatro Casino, con el seudónimo de Adrián Lavalle, donde pronto llegó a cantor solista.
A comienzos de 1941 concurrió a una sala de la editorial Julio Korn para hacer una prueba de canto que le habían conseguido unos amigos; lo acompañaba en el piano Oscar Sabino y lo escuchaba Rodolfo Sciammarella. En forma casual lo escuchó Mariano Mores que estaba en el edificio y al poco rato se fue el cantor Radio Belgrano donde  Jabón Palmolive era el anunciante de un programa en el que buscaba la nueva voz para la orquesta de Francisco Canaro para reemplazar –junto a Carlos Roldán a  Ernesto Famá y Francisco Amor que se habían desvinculado para formar su propio conjunto. Lo cierto es que Adrián lo ganó y de inmediato pasó a formar parte del conjunto y a participar en las grabaciones. El primer tema, del 22 de octubre de ese año fue el vals Anoche soñé y, más adelante, siguieron Cada vez que me recuerdes, Corazón encadenado, Es mejor perdonar, Gricel, Infamia, Tristeza marina, Verdemar y otros, hasta sobrepasar los 40 títulos.
En 1942, Canaro estrenó en el Teatro Nacional la comedia musical Sentimiento gaucho, que dirigió y musicalizó sobre un argumento de Ivo Pelay. Trajo la novedad del uso de la luz negra para ciertas escenas y, entre otros, actuaron en ella Susy del Carril, Carlos Enríquez, Oscar Villa (Villita), Cayetano Biondo, el joven bailarín Santiago Ayala (El Chúcaro) y Eduardo Adrián, que interpretaba Viviré con tu recuerdo y Corazón encadenado.
Al año siguiente, actuó en la obra Buenos Aires de Ayer y de Hoy cuyos protagonistas eran Tita Merello y Tomás Simari cantando Y no la puedo olvidar y, a dúo con Roldán, Soñar y nada más y la marcha Argentina. 
Afines de diciembre de 1943 se desvinculó de Canaro para continuar su carrera como solista. Radio El Mundo lo contrató para cantar acompañado por la orquesta estable de la emisora dirigida por Andrés Fraga, con arreglos de Héctor Artola.
En 1946 grabó dos temas con la orquesta de Emilio Pellejero, Sueño de juventud y Silbando. En 1948 cantó el tango Uno, en la película argentina Los pulpos, dirigida por Carlos Hugo Christensen, con la actuación de Roberto Escalada, Olga Zubarry, Carlos Thompson y Beba Bidart. Otras grabaciones que realizó fueron las de 1950 con Hugo Di Carlo, Adiós muchachos y Puente Alsina, de 1954 con la orquesta de Heber Escayola, Ruega por nosotros y Selección de Mariano Mores, y de 1969, un larga duración con 12 temas, acompañado por un cuarteto en que estaban Máximo Mori en el bandoneón y Lucio Demare al piano.

## Otras facetas del cantor
Hacia finales de la década de 1950 imprime un sello particular a sus actuaciones, en las cuales da charlas previas a sus canciones, y también comienza a dar conferencias sobre diversos aspectos de la cultura y el arte. En 1960 concursó en Odol pregunta, un programa televisivo de preguntas y respuestas, sobre el tema Esquilo y el teatro griego, en el cual tras varios programas fue mal eliminado por una equivocación del jurado, conforme reconocieran especialistas en el tema ajenos al programa.
También organizó y dirigió grupos teatrales, entre ellos el llamado Teatro del Tiempo. Hizo giras por Chile y Brasil, viajó a Europa y trabajó para la UNESCO. Residió en Uruguay entre 1962 y 1968, donde además de cantar, desarrolló actividades periodísticas. Cuando volvió ese año  a su país dio un ciclo de 38 conferencias para alumnos de los colegios secundarios, con el respaldo de la UNESCO. Después, pasó un largo período en Mendoza, donde  creó para Radio Nacional su programa Latitud Tango.
Eduardo Adrián escribió la letra y música de Donde nadie llegó, La luna al paredón y Perdón madame y la letra de Me voy cantando bajito, con música de Francisco Trópoli.

## Valoración
Eduardo Adrián era particular en su estilo y su afinación. Tenía registro de tenor y un importante caudal de voz. Cómodo fraseador, de tono romántico, que se adaptaba sin problemas a las letras de hondo dramatismo. Cantor delicado, lo que sumado a su polifacética personalidad, lo distinguían dentro del ambiente en que se movía.
Falleció el 23 de mayo de 1990.